# 高大犹太会堂 (布拉格)

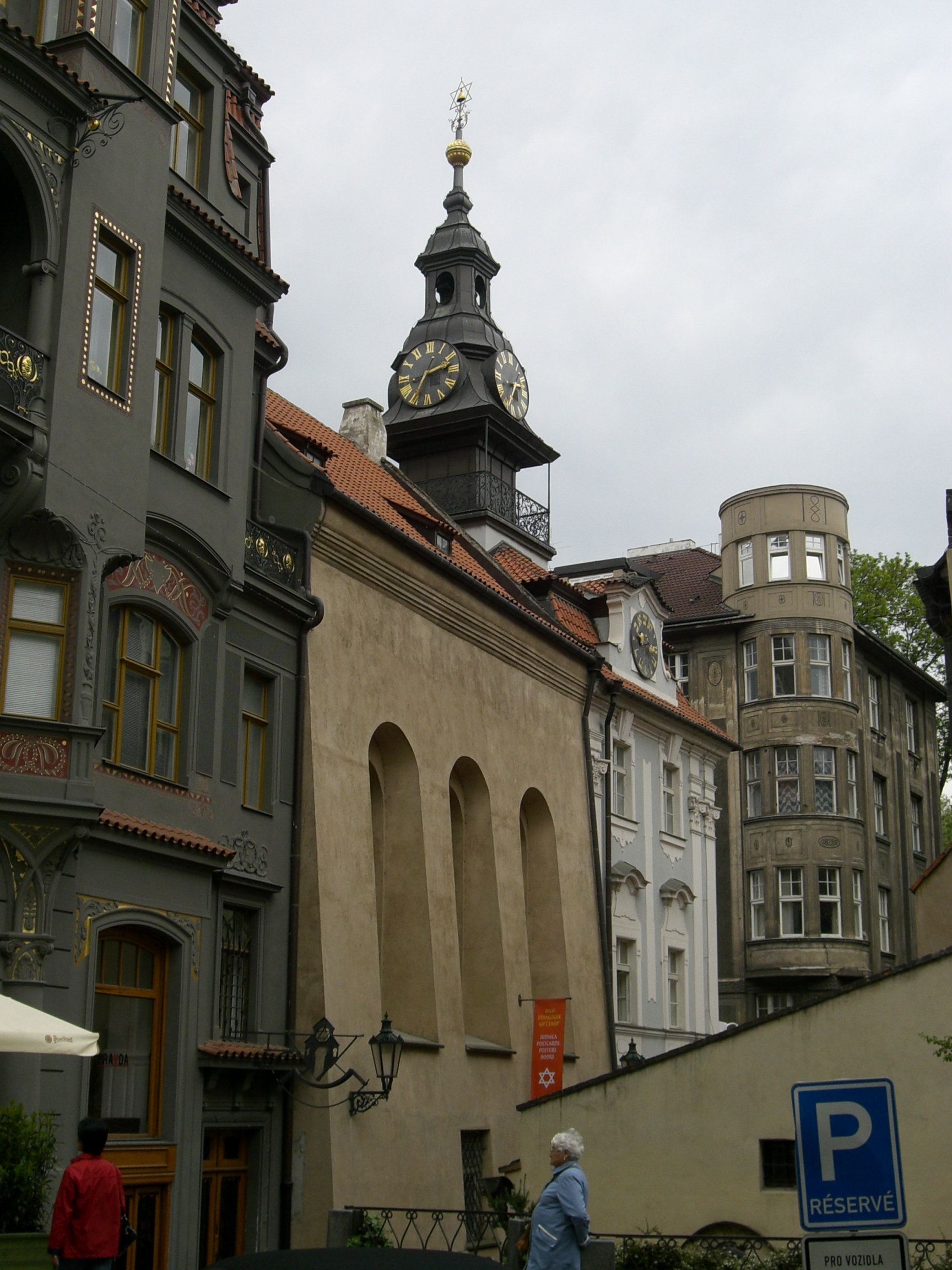
高大犹太会堂

高大犹太会堂（捷克語：Vysoká synagoga）是捷克首都布拉格约瑟夫城的一座犹太会堂，由莫迪凯·梅塞尔出资，完成于1568年，与犹太城市政厅在同一年完成。其设计者为 P. Roder，文艺复兴风格。它被用作犹太城市政厅议员们的犹太会堂。诵经台位于中间，周围是座位。莫迪凯·梅塞尔送给会堂律法书和银器。天花板是哥特式肋拱顶。
1689年，这座犹太会堂毁于大火，后来重建。1883年，J. M. Wertmüller将立面简化。1907年，关闭了东门，在红街 （Červená ulice）开辟新的入口。
在纳粹和共产党统治时期，这座犹太会堂是犹太博物馆的一部分，用来展出希伯来旧书。
50°05′24″N 14°25′08″E / 50.090°N 14.419°E